# Kyerwa (Distrikt)
Kyerwa ist ein Distrikt der Region Kagera im Nordwesten von Tansania. Er grenzt im Norden an Uganda, im Osten an den Distrikt Missenyi, im Südosten und im Süden an den Distrikt Karagwe und im Westen an Ruanda.

## Geographie
Kyerwa hat eine Fläche von 3086 Quadratkilometer und 412.910 Einwohner (Volkszählung 2022). Das Land besteht aus Gebirgszügen, die 1500 bis 1800 Meter hoch sind. Dazwischen liegen sumpfige Talböden in einer Höhe von 1100 bis 1500 Meter über dem Meer. Der größte Fluss ist der Kagera, der die Grenze zu Ruanda, Uganda und auch zum Distrikt Missenyi bildet.
Der Distrikt hat ein tropisches Hochlandklima mit zwei Regenzeiten. Eine Regenzeit dauert von September bis Dezember und die zweite von März bis Mai. Es fallen jährlich zwischen 800 und 1000 Millimeter Niederschlag, wobei die Menge von Osten nach Westen abnimmt. Die Durchschnittstemperatur liegt bei 26 Grad Celsius.

## Verwaltungsgliederung
Kyerwa wird in 4 Divisionen
- Murongo
- Mabira
- Kaisho
- Nkwenda

und 24 Bezirken (Wards) gegliedert:
- Bugara
- Bugomora
- Businde
- Isingiro
- Iteera
- Kaisho
- Kakanja
- Kamuli
- Kibare
- Kibingo
- Kibingo
- Kikukuru
- Kimuli
- Kitwe
- Kitwechenkura
- Kyerwa
- Mabira
- Nkwenda
- Nyakatuntu
- Nyaruzumbura
- Rukuraijo
- Rutunguru
- Rwabwere
- Songambele

## Bevölkerung
Die Einwohnerzahl stieg von 222.841 bei der Volkszählung im Jahr 2002 auf 321.026 im Jahr 2012. Dies entspricht einem jährlichen Wachstum von 3,7 Prozent und einer Verdopplungszeit von neunzehn Jahren.  Im gleichen Zeitraum stieg der Anteil der Über-Fünfzehnjährigen, die Lesen und Schreiben konnten, von 66 auf 92 Prozent. Im Jahr 2022 lebten 412.910 Menschen in 95.983 Haushalten.

## Einrichtungen und Dienstleistungen
- Bildung: Der Besuch der Grundschulen ist kostenlos. Der Distrikt erhält dafür Transferleistungen des Staates.[9] Von den 27 weiterführenden Schulen sind 21 öffentlich, vier werden von privaten und zwei von religiösen Organisationen betrieben. Im Jahr 2015 wurden in den weiterführenden Schulen 7078 Schüler von 363 Lehrern unterrichtet.[10]
- Gesundheit: Die Bevölkerung wird in 32 Gesundheitseinrichtungen medizinisch versorgt.[11]
- Wasser: Im Jahr 2019 hatten 48 Prozent der Bevölkerung Zugang zu sicherem und sauberem Wasser.[12]

| Rund neunzig Prozent der Bevölkerung leben von der Landwirtschaft. Daneben gibt es noch Kleinunternehmen, die vor allem Handel oder Bergbau betreiben. - Landwirtschaft: Etwa 18 Prozent der Gesamtfläche sind Ackerland. Die Früchte zur Selbstversorgung sind Bananen, Mais, Maniok, Süßkartoffeln, Hülsenfrüchte und Bohnen. Für den Verkauf wird hauptsächlich Kaffee angebaut. Etwa die Hälfte aller Haushalte besitzt auch Nutztiere. Überwiegend gehalten werden Geflügel und Ziegen (Stand 2012). - Bergbau: Im Distrikt gibt es Zinn-Vorkommen, die kleinräumig abgebaut werden. - Straßen: Durch den Bezirk führt keine Nationalstraße. Das Straßennetz umfasst 700 Kilometer, davon sind 200 Kilometer Distriktstraßen, der Großteil sind Zubringerstraßen oder urbane Straßen. | Hier fehlt eine Grafik, die leider im Moment aus technischen Gründen nicht angezeigt werden kann. Wir arbeiten daran! | Hier fehlt eine Grafik, die leider im Moment aus technischen Gründen nicht angezeigt werden kann. Wir arbeiten daran! |

## Politik
In Kyerwa wird alle fünf Jahre ein Distriktrat (District council) gewählt. Von den 25 gewählten Ratsmitgliedern gehören zwölf der „Partei der Revolution“ (CCM) und dreizehn der „Partei für Demokratie und Fortschritt“ (CHADEMA) an. Den Vorsitz hat Bahati Henerico Lekayo.

## Sehenswürdigkeiten
- Ibanda-Kyerwa-Nationalpark: Im Jahr 2019 wurde aus dem Ibanda-Wildreservat der Ibanda-Kyerwa-Nationalpark geschaffen. Er liegt an der Grenze zu Ruanda und Uganda am Fluss Kagera.[22][23]
- Rumanyika-Karagwe-Nationalpark: Ebenfalls 2019 wurde dieser 250 Quadratkilometer große Nationalpark im Zentrum des Distriktes aus einem Wildreservat geschaffen.[24]

## Sonstiges
Der evangelische Kirchenkreis Gütersloh unterhält seit 1980 Partnerschaften mit den Kirchenkreisen Kyerwa und Murongo.